# Franz Hanfstaengl
Franz Hanfstaengl (1. marts 1804, Baiernrain ved Bad Tölz – 18. april 1877, Munchen), var en tysk litograf og fotograf.
Hans hovedværk er Das Album der Zeitgenossen fra 1860, en samling portrætter af tidens notable mennesker.